# Diana Norman
Diana Norman (geborene Mary Diana Narracott; * 25. August 1933 in London; † 27. Januar 2011 in Hertfordshire) auch bekannt unter dem Pseudonym Ariana Franklin, war eine britische Schriftstellerin und Biografin.

## Leben
Zu Beginn des Zweiten Weltkriegs verbrachte Diana gemeinsam mit ihren Eltern eine kurze Zeit ihrer Kindheit bei einem gutsituierten Onkel ihres Vaters in London. Die ständigen Luftangriffe Hitler-Deutschlands auf London veranlassten die Mutter mit ihrer kleinen Tochter zu einem Umzug aufs Land, nach Torquay in der Grafschaft Devon. Fehlende Unterstützung des wohlhabenden Verwandten und die kurze Zeit später folgende Scheidung der Eltern brachten Mutter und Tochter ein Leben in sehr bescheidenen Verhältnissen.
Diana, damals noch Narracott, verließ mit 15 Jahren die Schule, um finanziell zum Lebensunterhalt beizutragen. Wie ihr Vater, der Korrespondent der Times war, interessierte sie sich für Journalismus und ging mit 17 Jahren zu einer Tageszeitung nach London. Im Alter von 20 Jahren war sie bereits Reporterin in der Fleet Street, der traditionellen Heimat der britischen Presse.
Diana Norman heiratete den Filmkritiker Barry Norman und gab ihre hauptberufliche journalistische Tätigkeit auf. Nach der Geburt von zwei Töchtern studierte sie nebenbei Mittelalterliche Geschichte. Ab Mitte der 1990er Jahre veröffentlichte sie mehrere international erfolgreiche Historienromane, anfänglich unter ihrem eigenen Namen. Seit 2006 schrieb sie unter dem Pseudonym Ariana Franklin mit beachtenswerten Auszeichnungen bedachte historische Thriller in ihrer Mistress of the Art of Death-Serie mit der Protagonistin Adelia Aguilar.

Diana Norman lebte bis zu ihrem Tode mit ihrem Mann in Hertfordshire.

## Auszeichnungen
- 2007 Ellis Peters Historical Award der britischen Crime Writers’ Association (CWA) für Mistress of the Art of Death (dt. Die Totenleserin. Droemer, München 2007) als den besten historischen Kriminalroman des Vorjahres
- 2007 Flintyxan des schwedischen Kriminalmaganzins Jury für Dödens mästarinna (Original: Mistress of the Art of Death) als besten historischen Kriminalroman
- 2008 Sue Feder Historical Mystery Award, ebenfalls für Mistress of the Art of Death als besten historischer Kriminalroman. Verliehen von den amerikanischen Mystery Readers International (MRI).
- 2010 Dagger in the Library (The Golden Handcuffs) der britischen Crime Writers’ Association (CWA) für Autorinnen oder Autoren, deren Bücher in den Bibliotheken am meisten ausgeliehen wurden

## Werke

### Makepeace Burke-Serie
- 2002 A Catch of Consequence (dt. Eine gefährliche Rivalin. dtv, München 2004, ISBN 978-3-423-24408-4)
- 2003 Taking Liberties (dt. Die sanfte Rebellin. dtv, München 2005, ISBN 978-3-423-24467-1)
- 2006 The Sparks Fly Upward

### Mistress of the Art of Death-Serie
- 2007 Mistress of the Art of Death[3] (dt. Die Totenleserin. Droemer, München 2007, ISBN 978-3-426-19739-4)
- 2008 The Death Maze[3] (US-Ausgabe: The Serpent’s Tale. Dt. Die Teufelshaube. Droemer, München 2008, ISBN 978-3-426-19740-0)
- 2009 Relics of the Dead[3] (US-Ausgabe: Grave Goods. Dt. Der König und die Totenleserin.)
- 2010 The Assassin’s Prayer[3] (US-Ausgabe: A Murderous Procession. Dt. Der Fluch der Totenleserin.)

### Weitere Romane
- 1980 Fitzempress’ Law
- 1981 King of the Last Days
- 1985 The Morning Gift (dt. Die Brautgabe. Bertelsmann-Club, Rheda-Wiedenbrück 1996)
- 1988 Daughter of Lîr (dt. Tochter der Insel. Bertelsmann-Club, Rheda-Wiedenbrück 1996)
- 1991 The Pirate Queen (dt. Die Piratenkönigin. Bertelsmann-Club, Rheda-Wiedenbrück 1995)
- 1994 The Vizard Mask (dt. Das Geheimnis der Maske. Krüger, Frankfurt/M. 1997)
- 1996 Shores of Darkness (dt. An den Ufern der Dunkelheit. Krüger, Frankfurt/M. 1998)
- 1998 Blood Royal (dt. Im Auftrag des Königs. Fischer, Frankfurt/M. 2001, ISBN 978-3-596-15055-7)
- 2005 City of Shadows[3]

### Biografien und Sonstige
- 1963 The Stately Ghosts of England
- 1987 Terrible Beauty: Life of Constance Markievicz, 1868-1927
- 1970 Road from Singapore